# Pola Illéry

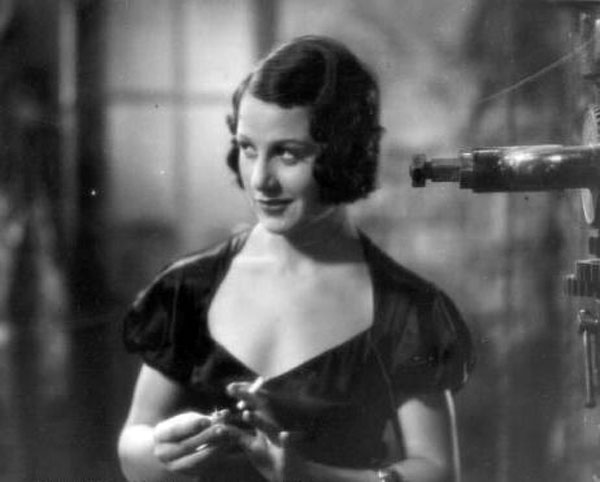
Pola Illéry

Pola Illéry (bürgerlich Paula Iliescu, verh. Gibson; * 18. Dezember 1909 in Corabia, Rumänien; † 19. Oktober 1993 in Palos Verdes, Kalifornien) war eine rumänisch-französische Filmschauspielerin.

## Leben
Pola Illéry wurde in der rumänischen Hafenstadt Corabia geboren. Ihren ersten Filmauftritt hatte sie 1928 in dem französischen Stummfilm Le Désir. Obwohl die zierliche, nur knapp 1,50 m große Aktrice hier nur eine kleine Nebenrolle innehatte, erregte sie mit ihrer exotischen Erscheinung Aufsehen. Kurz darauf erhielt sie das Angebot, in dem Abenteuerdrama Le Capitaine Fracasse unter der Regie von Alberto Cavalcanti einen größeren Part zu übernehmen. Ihr erster Tonfilm war die 1930 entstandene amerikanisch-rumänische Komödie Parada Paramount, in der sie unter ihrem bürgerlichen Namen "Paula Iliescu" auftrat. Den Vornamen ihres Pseudonyms wählte sie aufgrund ihrer Verehrung für die Filmschauspielerin Pola Negri.
Durch ihre Mitwirkung in der von René Clair inszenierten Dreiecksgeschichte Sous le toits de Paris wurde Illéry noch im selben Jahr einem breiten internationalen Publikum bekannt. Sie hatte in diesem, die neue Tonfilmtechnik geschickt nutzenden Film, die weibliche Hauptrolle des Rumänen-Mädchens Pola übernommen. Danach erhielt sie eine Reihe weiterer Filmangebote. In Quatorze Juillet arbeitete sie 1933 erneut mit Clair zusammen. Nach La Rue sans nom (1934) war Illérys Filmkarriere faktisch beendet. Erst 1938 kehrte sie mit den französischen Versionen der in Deutschland von Richard Eichberg produzierten Filme Der Tiger von Eschnapur und Das indische Grabmal letztmals auf die Leinwand zurück.
1939 wanderte sie in die Vereinigten Staaten aus. Während des Zweiten Weltkrieges arbeitete sie als Krankenschwester für das Amerikanische Rote Kreuz.
Pola Illéry, die 1946 die amerikanische Staatsbürgerschaft annahm, war zweimal verheiratet. In erster Ehe mit dem Major Charles Genier, den sie in Paris kennengelernt hatte und in zweiter Ehe mit Jim Gibson.

## Filmografie
- 1928: Le Désir – Frankreich
- 1929: Der Sieg des Kapitäns Fracasse (Le Capitaine Fracasse) – Frankreich
- 1930: Le Petit chaperon rouge – Frankreich
- 1930: Parada Paramount (als Paula Iliescu) Rumänien/USA
- 1930: Unter den Dächern von Paris (Sous les toits de Paris) – Frankreich
- 1931: Televiziune – USA
- 1931: Un homme en habit – USA
- 1933: Au pays du soleil – Frankreich
- 1933: Der 14. Juli (14 Juillet)
- 1933: L' Ange gardien – Frankreich
- 1934: Taxi de minuit – Frankreich
- 1934: La Rue sans nom – Frankreich
- 1938: Le Tombeau hindou – Deutschland
- 1938: Le Tigre du Bengale – Deutschland